# Plagiogyria euphlebia
Plagiogyria euphlebia är en ormbunkeart som först beskrevs av Kze., och fick sitt nu gällande namn av Georg Heinrich Mettenius. Plagiogyria euphlebia ingår i släktet Plagiogyria och familjen Plagiogyriaceae. Inga underarter finns listade.